# Stephen Hillenburg
Stephen McDannell Hillenburg (Lawton, Oklahoma, 21 d'agost de 1961 – San Marino, Califòrnia, 26 de novembre de 2018) fou un animador, escriptor, productor, actor, actor de doblatge estatunidenc, conegut sobretot per ser el director que va crear la sèrie d'animació Bob Esponja. Va crear la seva pròpia productora, United Plankton Pictures. També va escriure per al Mother Goose i Grimm i la vida moderna de Rocko.
Després de graduar-se en l'Escola de Savanna Alta, a Anaheim, Califòrnia, Hillenburg va matricular-se a la Universitat Estatal de Humboldt i el 1984 amb un grau en la Planificació i Interpretació dels Recursos Naturals, amb èmfasi en els recursos marins.
El 1992, va obtenir un Master of Fine Arts en l'animació experimental de l'Institut d'Arts de Califòrnia.

## Carrera
Hillenburg era un professor de biologia marina en el que avui és l'Ocean Institute del Comtat d'Orange. Va treballar com biòleg marí de 1984 a 1987. El 1987, Hillenburg va decidir seguir una carrera en l'animació, la seva segona passió de per vida. Va fer diversos curtmetratges, dos dels quals van ser premiats en festivals de cinema d'animació internacionals. Els seus dos curtmetratges El Boina Verd -The Green Beret- (1991) i forats de cuc -Wormholes- (1992).
Mentre que encara assistia a l'escola d'animació, Hillenburg va rebre un lloc de treball en la sèrie de televisió Mothers Goose Grimm des de 1991 a 1993. En assistir al Califòrnia Institute of the Arts va fer la seva pel·lícula de tesi anomenada "forats de cuc" (el qual va ser finançat per la Fundació Princesa Grace -Mónaco-). Hillenburg mostra les seves pel·lícules en festivals d'animació diferents. Joe Murray, el creador de la Vida Moderna de Rocko, va conèixer Hillenburg en un festival d'animació i li va preguntar a Hillenburg si seria un dels directors a la sèrie, a la qual cosa va accedir. Hillenburg es va unir a la sèrie de Nickelodeon d'animació com a guionista, productor i artista de storyboard. Mentre treballava en la Vida Moderna de Rocko, Hillenburg es va fer amic de Tom Kenny, que més tard es convertiria en la veu de Bob Esponja, i futurs col·laboradors de la sèrie, Doug Lawrence, Martin Olson, Paul Tibbit i d'altres. Vivia a San Marino (Califòrnia).

## Bob Esponja
L'any 1989 al California Institute of the Arts, Hillenburg va escriure un còmic anomenat “The Intertidal Zone”, "la zona intermareal", sobre les criatures del mar a aquests ecosistemes particulars. El còmic va ser "conduït" per una esponja, que Hillenburg inicialment va concebre com una esponja natural, però va canviar a una esponja quadrada, ja que semblava més divertit. Li la va ensenyar a Martin Olson, amic i escriptor de la comèdia de treball en la vida moderna de Rocko. A Olson li va encantar, i va suggerir a Hillenburg reescrivira com una sèrie de dibuixos animats sota el mar. Quan la vida moderna de Rocko va acabar el 1996, Hillenburg va començar a desenvolupar el concepte, i el 1995 es va associar amb alguns dels seus ex-col·legues "Rocko" per dissenyar els contextos de la sèrie i els personatges.
El 1996, Hillenburg va llançar la sèrie de Nickelodeon, amb un aquari, models de personatges, un tema musical i el guió que es convertiria en l'episodi pilot, "Help Wanted". El nom del personatge principal era originalment "Sponge, the Boy", però com el nom estava registrat, el va canviar a SpongeBob. Hillenburg havia utilitzat alguns dels conceptes que ell havia creat per a la vida moderna de Rocko en Bob Esponja. Els executius de Nickelodeon van comprar els episodis i la sèrie es va estrenar l'1 de maig de 1999, i els següents episodis van començar a transmetre's el 17 de juliol de 1999.
La pel·lícula de Bob Esponja va ser llançada als EUA el 19 de novembre de 2004. Va rebre crítiques bones en general i la bona recaptació de més de 140.000.000 dòlars a tot el món. La pel·lícula estava destinada a ser el final de la sèrie, el creador Hillenburg va anunciar que dimitiria i li va donar el lloc a Tim Hill. No obstant això, el 2005, Bob Esponja continuava amb una quarta temporada. Stephen Hillenburg va continuar-hi com a productor executiu, malgrat rumors que no ho faria.